# Zakládací listina sedleckého kláštera
Zakládací listina sedleckého kláštera je listina, která vznikla mezi lety (1142) 1143–1148 a svědčí (notitia) o založení cisterciáckého kláštera Sedlec. Listina se dochovala v originále, který je uložen v Archivu Národního muzea.
Listina je raným příkladem listiny šlechtické,  dokazující postupnou emancipaci svobodné vrstvy obyvatelstva. Jistý velmož Miroslav se v listině jednoznačně vymezuje jako vydavatel a zároveň daruje svoje majetky pro základ kláštera. Protože šlechta ještě nebyla v polovině 12. století jistě konstituována, listinu jako svědci svými pečetěmi stvrdili kníže Vladislav II., olomoucký biskup Jindřich Zdík a podle koroborace i pražský biskup Ota (pečeť se nedochovala a zřejmě ani neexistovala).

## Datace
Listina neobsahuje datační formule. Vzhledem k tomu, že se jedná o listinu typu notitie, vznikla po právním založení kláštera (ten byl založen buď roku 1142–1143), naopak zřejmě nevznikla po 10. červenci 1148, kdy zemřel biskup Ota (zemřel jako první z osob podílících se na vzniku listiny). 

## Místní a pomístní jména
Krom Sedlce a kláštera ve Valdsasích jsou zmíněna ještě tato místa
- „Solnic“, snad Solenice
- „Hothovici“, snad Chotovice (okres Svitavy) (tradičně, i když nepravděpodobně spojována s Hodkovice nad Mohelkou)
- „Podolsani“, Podůlšany
- „Gradische“, Hradiště u Pardubic
- „Sdebudici“, dnes neexistuje
- „Pobor“, Poboří (curia cum terra Odolen et terra Donati)
- „Belani“, Bylany
- „Maleiouici“, Majelovice
- „Lvbenici“, Libenice
- „Glusow“, Hlízov
- „Cacin“, Kačina
- les Bor (pozemky „ad rivulum circa Borram sivlam fluentem“)

## Edice
- CDB I, č. 155, s. 155–157  Archivováno 7. 12. 2017 na Wayback Machine..
- RBM I, č. 231, s. 103  Archivováno 7. 12. 2017 na Wayback Machine..